# Donggang (köpinghuvudort i Kina, Jilin Sheng, lat 42,16, long 127,49)
Donggang är en köpinghuvudort i Kina. Den ligger i provinsen Jilin, i den nordöstra delen av landet, omkring 270 kilometer sydost om provinshuvudstaden Changchun. Antalet invånare är 8 989. Befolkningen består av 3 206 kvinnor och 5 783 män. Barn under 15 år utgör 8,0 %, vuxna 15-64 år 82 %, och äldre över 65 år 9,0 %.
Runt Donggang är det ganska glesbefolkat, med 48 invånare per kvadratkilometer. Närmaste större samhälle är Songjianghe, 2,8 km norr om Donggang. I omgivningarna runt Donggang växer i huvudsak blandskog.
Genomsnittlig årsnederbörd är 1 173 millimeter. Den regnigaste månaden är juli, med i genomsnitt 281 mm nederbörd, och den torraste är januari, med 12 mm nederbörd.